# でこまわし
でこまわし（木偶回し）とは、徳島県三好市祖谷地方の郷土料理で、ごうしいも（小型なジャガイモの在来種）の味噌田楽である。

## 概要
名前の由来は、串を囲炉裏に立てて焦げないように回しながら焼く様子が、伝統芸能の阿波人形浄瑠璃の木偶人形の頭をまわしているように見えたという説や、熱い料理を吹きながら串をまわす様子が、木偶の頭をまわしているように見えるという説がある。在来種の芋であるごうしゅういもや豆腐・こんにゃくなどを串に刺して下焼きをし、味噌だれをつけて再度焼いて出来上がりとなる。